# Восстание в форте Робинсон
Восстание в форте Робинсон (англ. The Fort Robinson Outbreak), также известное как Резня в форте Робинсон (Fort Robinson massacre), — попытка северных шайеннов сбежать в январе 1879 года из форта Робинсон, находящегося на северо-западе Небраски.
В конце мая 1877 года почти тысячу северных шайеннов депортировали на Индейскую территорию. Прожив около года, многие индейцы захотели вернуться на свои родные земли на севере. Условия жизни на юге оказались очень тяжёлыми: многие шайенны болели, правительственные пайки были скудными, а дичь в округе отсутствовала. В сентябре 1877 года 353 северных шайенна, в том числе всего несколько десятков воинов, покинули свою резервацию.
Сотни солдат преследовали голодных и плохо вооружённых людей, но индейцам удавалось отбиваться от посланных остановить их армейских подразделений. Перейдя реку Платт шайенны разделились — самая большая группа вместе с Маленьким Волком сдалась войскам у реки Йеллоустон, а последователи Тупого Ножа были арестованы и доставлены в качестве военнопленных в форт Робинсон, откуда американские власти снова намеревались отправить их на юг. Северные шайенны совершили попытку покинуть форт и вырваться на свободу, в результате чего около 64 из них были убиты.